# Gao Shan Pictures
 (mars 2023).
Gao Shan Pictures est un studio d'animation français basé à Saint-Paul, à La Réunion, fondé en 2014 par Arnauld Boulard.

## Filmographie
- In Waves (LM), 2025
- Angelo dans la forêt mystérieuse (LM), 2024
- Sirocco et le royaume des courants d'air (LM), 2023
- Le Petit Nicolas : Qu'est-ce qu'on attend pour être heureux ? (LM), 2022
- Les Schtroumpfs (TV), 2021
- Mars Express (LM), 2022
- Où est Anne Frank ! (LM), 2021
- Ma famille afghane (LM), 2021
- Petit Vampire (LM), 2020
- Yakari : La Grande Aventure (LM), 2020
- La Vraie Vie (CM), 2020
- J'ai perdu mon corps (LM), 2019
- Funan (LM), 2018
- Croc Blanc (LM), 2018
- Zombillenium (LM), 2017
- Vilaine Fille (CM) 2017